# حزام أسود

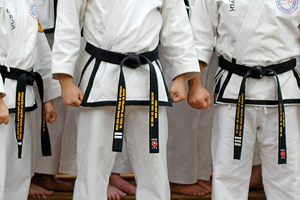

الحزام الأسود هو أعلى درجات الخبرة في الفنون القتالية للحاصلين عليه, كما أنه من مستحدثات القرن التاسع عشر وليس بالقديم في الفنون القتالية

## حزام الكاراتيه
يختلف ترتيب الاحزمة من مدرسة إلى أخرى أو من بلد إلى آخر
يربط جاكيت الكراتيه بحزام، ويكون هذا الحزام من ألوان مختلفة للدلالة على مستوى المهارة القتالية التي وصل إليها مرتدي الحزام، والتي تتراوح بين المستوى المبتدئ كيو (Kyū) والمستوى المتقدم دان (DAN).
- مبتدئ – حزام أبيض
- كيو – حزام أصفر, الحصول عليه بعد شهرين من ممارسة اللعبة.(بمعدل 3 مرات تدريب في الأسبوع)
- كيو-حزام برتقالي, الحصول عليه بعد ثلاثة أشهر من الحصول على الأصفر.(بمعدل 3 مرات تدريب في الأسبوع)
- كيو – حزام أخضر, الحصول عليه بعد ثلاثة أشهر من الحصول على البرتقالي.(بمعدل 3 مرات تدريب في الأسبوع)
- كيو – حزام أزرق, الحصول عليه بعد ثلاثة أشهر من الحصول على الأخضر.(بمعدل 3 مرات تدريب في الأسبوع)
- كيو – حزام بني(2 احزمة), الحصول عليه بعد عشرة أشهر من الحصول على الأزرق.(بمعدل 3 مرات تدريب في الأسبوع)
- دان 1– حزام اسود الدرجة الأولى, الحصول عليه بعد سنة من الحصول على البني.(بمعدل 3-4 مرات تدريب في الأسبوع)
- دان 2– حزام اسود الدرجة الثانية, الحصول عليه بعد سنتين من الحصول على دان 1.(بمعدل 4-5 مرات تدريب في الأسبوع)*ملاحظة:يجب أن يكون عمر اللاعب 18سنة فاكثر
- دان 3– حزام اسود الدرجة ثالثة, الحصول عليه بعد ثلاث سنوات من الحصول على دان 2.(بمعدل 5-6 مرات تدريب في الأسبوع)*ملاحظة:يجب أن يكون عمر اللاعب 23سنة فاكثر
- دان 4– حزام اسود الدرجة رابعة, الحصول عليه بعد أربع سنوات من الحصول على دان 3.(بمعدل 5-6 مرات تدريب في الأسبوع)*ملاحظة:يجب أن يكون عمر اللاعب 30سنة فاكثر
- دان 5– حزام اسود الدرجة خامسة, الحصول عليه بعد خمس سنوات من الحصول على دان 4.(بمعدل 5-6 مرات تدريب في الأسبوع)
- دان 6– حزام اسود الدرجة سادسة, الحصول عليه بعد ست سنوات من الحصول على دان 5.(بمعدل 6 مرات تدريب في الأسبوع)
- دان 7– حزام اسود الدرجة سابعة, الحصول عليه بعد سبع سنوات من الحصول على دان 6.(بمعدل 6 مرات تدريب في الأسبوع)
- دان 8– حزام اسود الدرجة ثامنة, الحصول عليه بعد ثمان سنوات من الحصول على دان 7.(بمعدل 6 مرات تدريب في الأسبوع)
- دان 9– حزام اسود الدرجة تاسعة, الحصول عليه بعد تسع سنوات من الحصول على دان 8.(بمعدل 6 مرات تدريب في الأسبوع).